# Князевка (Северо-Казахстанская область)
Князевка (каз. Князевка) — село в районе имени Габита Мусрепова Северо-Казахстанской области Казахстана. Входит в состав Чистопольского сельского округа. Находится примерно в 57 км к юго-юго-востоку (SSE) от села Новоишимское, административного центра района, на высоте 301 метра над уровнем моря. Код КАТО — 596665300.

## Население
В 1999 году численность населения села составляла 301 человека (156 мужчин и 145 женщин). По данным переписи 2009 года, в селе проживал 121 человек (61 мужчина и 60 женщин).